# Onifai
Onifai is een gemeente in de Italiaanse provincie Nuoro (regio Sardinië) en telt 765 inwoners (31-12-2004). De oppervlakte bedraagt 43,0 km², de bevolkingsdichtheid is 18 inwoners per km².

## Demografie
Onifai telt ongeveer 268 huishoudens. Het aantal inwoners steeg in de periode 1991-2001 met 2,7% volgens cijfers uit de tienjaarlijkse volkstellingen van ISTAT.
| Jaar | Inwoneraantal |
| ---- | ------------- |
| 1991 | 746           |
| 2001 | 766           |

## Geografie
Onifai grenst aan de volgende gemeenten: Galtellì, Irgoli, Orosei, Siniscola.
Aritzo · Atzara · Austis · Belvì · Birori · Bitti · Bolotana · Borore · Bortigali · Desulo · Dorgali · Dualchi · Fonni · Gadoni · Galtellì · Gavoi · Irgoli · Lei · Loculi · Lodine · Lodè · Lula · Macomer · Mamoiada · Meana Sardo · Noragugume · Nuoro · Oliena · Ollolai · Olzai · Onanì · Onifai · Oniferi · Orani · Orgosolo · Orosei · Orotelli · Ortueri · Orune · Osidda · Ottana · Ovodda · Posada · Sarule · Silanus · Sindia · Siniscola · Sorgono · Teti · Tiana · Tonara · Torpè
1. ↑  https://demo.istat.it/?l=it.